# 남춘천여자중학교
남춘천여자중학교(南春川女子中學校)는 대한민국 강원특별자치도 춘천시 온의동에 있는 공립 중학교이다.

## 학교 연혁
- 1981년 12월 2일 : 남춘천여자중학교 설립인가
- 1982년 3월 5일 : 남춘천여자중학교 개교
- 2024년 3월 1일 : 제15대 신충린 교장 부임
- 2025년 1월 3일 : 제41회 졸업식(8학급 230명, 총 15,200명)
- 2025년 3월 4일 : 입학식 (9학급 261명)

## 참고 자료
- 남춘천여자중학교 - 한국교육학술정보원 학교알리미